# Сальседо, Сауль
Сау́ль Сави́н Сальсе́до Са́рате (исп. Saúl Savín Salcedo Zárate; 29 августа 1997, Капиата) — парагвайский футболист, защитник клуба «Олимпия».

## Биография
Сауль является воспитанником асунсьонской «Олимпии», за основной состав которой он дебютировал 13 октября 2014 года во встрече с клубом «12 октября». В первом сезоне Сальседо принял участие в трёх матчах своей команды, в 2015 году защитник стал игроком основы «Олимпии», регулярно выходя на поле в стартовом составе.
В составе молодёжной сборной Парагвая Сальседо участвовал в молодёжном чемпионате Южной Америки 2015. На турнире защитник принял участие в 7 матчах, а его команда, заняв в финальной стадии 6 место не сумела пробиться на молодёжный чемпионат мира.